# Ferula tingitana
Férule de Tanger
Espèce
Ferula tingitana, la Férule de Tanger, est une espèce de plantes à fleurs bisannuelles de la famille des Apiaceae et du genre Ferula. C'est une plante herbacée endémique de la région méditerranéenne.

## Description

### Appareil végétatif
C'est une plante herbacée bisannuelle ou vivace, à tige haute de 70 cm à 1,5 m, voire 3 m, dont les feuilles se divisent en folioles découpées à peu près comme celles du persil. La tige rigide et creuse est finement striée. Les feuilles de la base sont glabres, d'un vert luisant, divisées en 3 à 5 pennes, à segments larges à marges révolutées, les lobes ultimes à apex muni de deux ou trois dents, mucronés, longs de 3 à 10 mm et larges de 1,2 à 3,5 mm. Les feuilles supérieures sont peu développées, ou réduites à la gaine.

### Appareil reproducteur

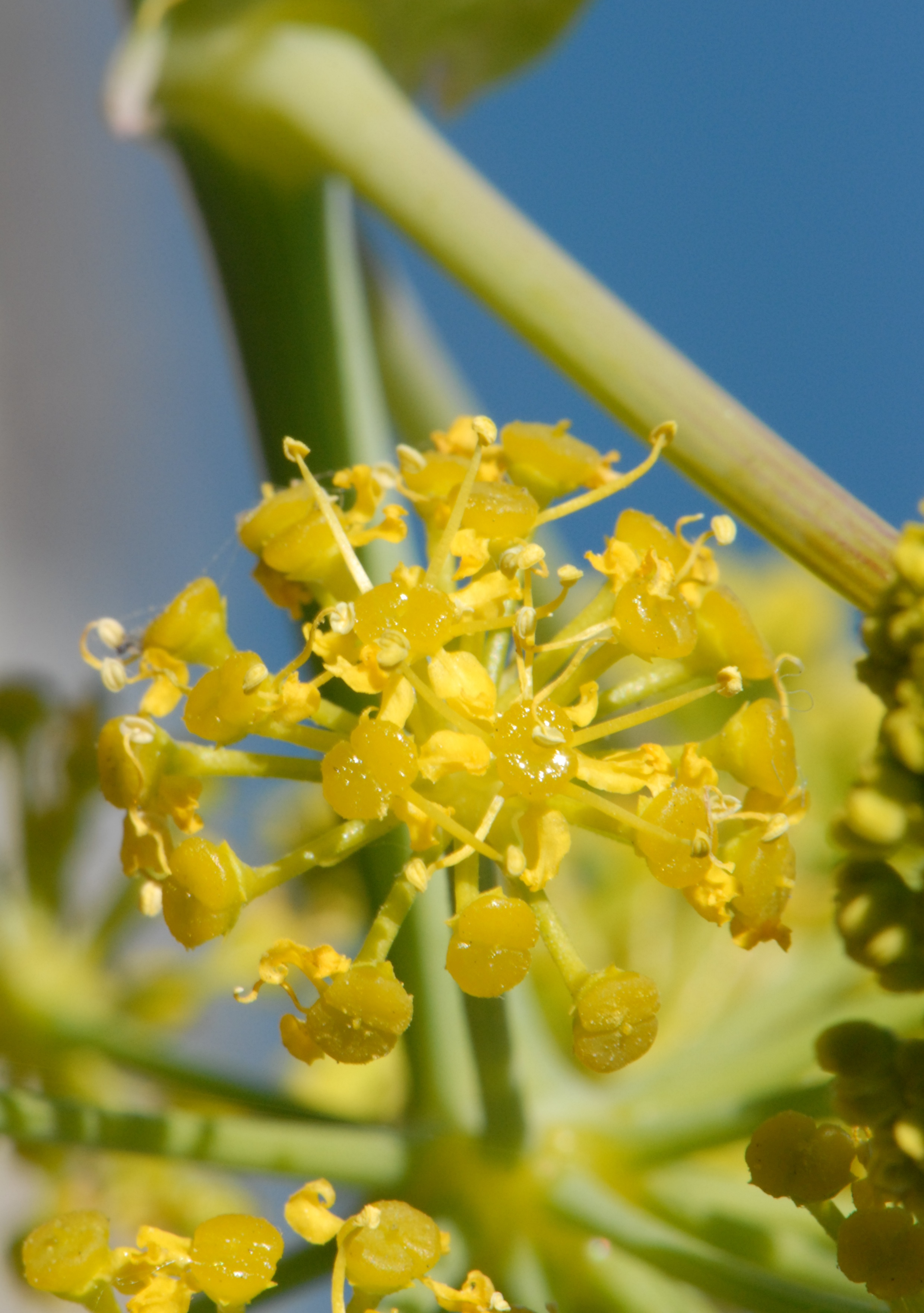
Fleurs.

Les fleurs, disposées en ombelles, sont jaunes. Les ombelles sont dépourvues d'involucre. Les latérales sont souvent stériles, munies de 8 à 12 rayons, à long pédoncule supérieur ou égal à l'ombelle centrale fertile munie de 10 à 15 rayons lisses. Les ombellules ont une, deux ou trois bractéoles, parfois aucune. La floraison a lieu en avril et mai.
Le fruit est ovale, aplati-comprimé dorsalement, long de 14 à 17 mm et large de 6 à 8 mm. Les méricarpes ont les côtes dorsales visibles, les commissurales à ailes étroites de 0,5 à 1,2 mm de large, à une, rarement deux vittae par vallécule, et deux vittae sur la commissure. Les pédicelles sont plus courts que les fruits. La fructification a lieu entre juin et septembre.

## Répartition
C'est une espèce endémique de la région méditerranéenne. Elle est indigène au Portugal, en Espagne, au Maroc, en Algérie, en Tunisie, en Libye, dans les Îles Égéennes, en Turquie, au Liban, en Syrie et en Palestine.

## Habitat et écologie
La Férule de Tanger pousse dans les rocailles et les falaises calcaires maritimes et sub-littorales.

## Taxonomie
L'espèce est décrite en premier par le naturaliste suédois Carl von Linné en 1753 dans son Species Plantarum, à partir d'un spécimen récolté à Tanger. Il la classe dans le genre Ferula sous le nom binominal Ferula tingitana.
Ferula bolivari Pau, considéré comme synonyme,, se distinguerait nettement des spécimens de Tanger par ses feuilles à segments ultimes bien plus courts et ses fruits longs de 12–13 mm et larges de 6–7 mm. Cependant, il est morphologiquement voisin de nombreux exsiccata d'Algérie et de Tunisie attribués à F. tingitana.
Ferula tingitana a pour synonymes, :
- Agasulis tingitana (L.) Raf., 1840
- Ferula bolivari Pau, 1924
- Ferula sancta Boiss., 1849

## Utilisations
Elle fournit une gomme-résine médicinale.
Ce peut être une plante ornementale pour ses fleurs jaunes décoratives. Il existe un cultivar : Ferula tingitana 'Cedric Morris'.